# وست پیتسبورگ (پنسیلوانیا)
وست پیتسبورگ (به انگلیسی: West Pittsburg) یک منطقهٔ مسکونی در ایالات متحده آمریکا است که در پنسیلوانیا واقع شده‌است. وست پیتسبورگ ۸۰۸ نفر جمعیت دارد.